# Liste der Kulturdenkmale in Gebesee
In der Liste der Kulturdenkmale in Gebesee sind alle Kulturdenkmale der thüringischen Stadt Gebesee (Landkreis Sömmerda) und ihrer Ortsteile aufgelistet (Stand: 2006).

## Gebesee
Einzeldenkmale
| Bild                                    | Bezeichnung                                                          | Lage                          | Datierung | Beschreibung                                | ID |
| --------------------------------------- | -------------------------------------------------------------------- | ----------------------------- | --------- | ------------------------------------------- | -- |
| weitere Bilder Fotos hochladen          | Kirche St. Katharina mit Ausstattung                                 | Lange Straße (Karte)          |           |                                             |    |
| weitere Bilder Fotos hochladen          | Kirche St. Laurentius mit Ausstattung                                | Marktplatz 1 (Karte)          |           |                                             |    |
| Direkt Bild zu diesem Denkmal hochladen | Hofanlage                                                            | Brühlweg 2                    |           |                                             |    |
| BW                                      | Hofanlage                                                            | Lange Straße 13 (Karte)       |           |                                             |    |
| BW                                      | Hofanlage                                                            | Lange Straße 14 (Karte)       |           |                                             |    |
| weitere Bilder Fotos hochladen          | Schloss Gebesee                                                      | Lange Straße 66 (Karte)       |           | ehemaliges Schloss mit Park und Einfriedung |    |
| BW                                      | Hofanlage                                                            | Lange Straße 67 (Karte)       |           |                                             |    |
| BW                                      | Hofanlage                                                            | Lange Straße 71 (Karte)       |           |                                             |    |
| BW                                      | Wohnhaus mit Ausstattung                                             | Marktplatz 4 (Karte)          |           |                                             |    |
| BW                                      | ehemaliges Freigut                                                   | Mühlstraße 16 (Karte)         |           |                                             |    |
| BW                                      | Friedhof mit Friedhofskapelle und Einfriedung                        | Ringleber Straße 27 (Karte)   |           |                                             |    |
| BW                                      | Hofanlage                                                            | Schulstraße 48 (Karte)        |           |                                             |    |
| BW                                      | Grundschule                                                          | Schulstraße 54 (Karte)        |           |                                             |    |
| Direkt Bild zu diesem Denkmal hochladen | Stadtmauer zwischen Enge Gasse und Gartenstraße sowie entlang der B4 | Koordinaten fehlen! Hilf mit. |           |                                             |    |

## Quelle
- Landkreis Sömmerda. (Memento vom 1. Februar 2017 im Internet Archive; PDF; 160 kB) landkreis-soemmerda.de, Auszug aus dem Denkmalbuch des Landes Thüringen